# Reguła Parkland
Reguła Parkland (ang. Parkland formula) – reguła stosowana przy wyrównywaniu utraty płynów po oparzeniach, zalecająca przetoczenie w ciągu 24 godzin 4 ml płynów (roztwór Ringera z mleczanem (pH 8,2) lub 0,9% roztwór NaCl na 1 kg masy ciała na każdy 1% oparzonej powierzchni ciała według wzoru:
zapotrzebowanie płynowe [ml] = {\displaystyle 4\times m.c.[kg]\times \%TBSA}, gdzie %TBSA to powierzchnia oparzenia oceniona szacunkowo według reguły dziewiątek.
50% płynów należy podać w ciągu pierwszych 8 godzin, drugie 50% w ciągu następnych 16 godzin. 
U dzieci należy podać dodatkową objętość godzinową płynów: 4 ml/kg na pierwsze 10 kg masy ciała, 2 ml/kg na kolejne 10 kg masy ciała i 1 ml/kg na każdy kg powyżej 20 kg masy ciała.
Powierzchnię oparzeń ocenia się szacunkowo według .